# Julius Lassen
Julius Severin Vilhelm Lassen, född 4 juli 1847 i Bisgård på Samsø, död 23 november 1923 i Köpenhamn, var en dansk jurist.
Lassen blev 1871 juris kandidat och 1879 juris doktor på avhandlingen Betingelserne for forsøgets strafbarhed. Under det han tidigare tjänstgjort i justitieministeriet och 1880 blivit fullmäktig där, tävlade han samma år om en professur vid Köpenhamns universitet, bland annat med avhandlingen Handling er paa fremmed formnerets omraade, och var 1881-1918 professor.  Han föreläste därefter i romersk rätt och obligationsrätt och utgav läroböcker båda ämnena: Forelæsninger over romersk privatret (1904), Haandbog i obligationsrettens almindelige del (1892; andra upplagan 1908) och specielle del (1897); dessutom några särtryck: Vilje og erklæring ved afgivelse af formueretlige tilsagn (1905), Nullilet og anfægtelighed (1899) samt Kjøb og salg (1906) och värdefulla tidskriftsuppsatser om obligationsrättsliga spörsmål.  Från 1896 var han "provst" (föreståndare) på Regensen. Han var 1901-04 ledamot av skandinaviska lagkommittén angående köp. Han blev hedersdoktor 1911 i Kristiania och 1918 i Lund samt utländsk ledamot av Vetenskapsakademien i Stockholm 1921.